# Ricatto (film 1947)
Ricatto (The Shop at Sly Corner) è un film del 1947 diretto da George King. È conosciuto anche con il titolo Code of Scotland Yard.

## Trama
Un antiquario francese vive una vita agiata a Londra. Si prende cura solo della figlia, che sta cercando di diventare una violinista professionista. Quando il suo commesso scopre che gran parte del suo denaro proviene dal ricettamento della refurtiva, cerca di ricattarlo.